# Friedrich von Rochow
Friedrich Leopold Harry von Rochow (12 de agosto de 1881-17 de agosto de 1945) fue un jinete alemán que compitió en la modalidad de concurso completo. Participó en los Juegos Olímpicos de Estocolmo 1912, obteniendo dos medallas de plata, en las pruebas individual y por equipos.

## Palmarés internacional
| Juegos Olímpicos | Juegos Olímpicos   | Juegos Olímpicos | Juegos Olímpicos |
| Año              | Lugar              | Medalla          | Categoría        |
| ---------------- | ------------------ | ---------------- | ---------------- |
| 1912             | Estocolmo (Suecia) | Medalla de plata | Individual       |
| 1912             | Estocolmo (Suecia) | Medalla de plata | Por equipos      |